# 別所町東這田
別所町東這田（べっしょちょうひがしほうだ）は、兵庫県三木市の大字。郵便番号は673-0444。

## 地理
美嚢川下流の南側に位置し、三木市別所地区に属する。東側は別所町高木・西側は別所町花尻、別所町西這田・南側は別所町巴・北側は別所町近藤と接する。

## 歴史

### 地名の由来
元々は神社に新米を供える田があったことから「祝田郷」と言われていたが、「祝田」に改められ、田圃の世話は這って作成することから現在の「這田」に改められた。後に居住地の増加により、西側を西這田と定め、東側を西這田の東側であることから、「東這田」に改称した。

### 成立から町村制施行まで
平安時代末期から室町時代にかけて、久我家の荘園があり、戦国時代には別所氏の領地であった。江戸時代初期には姫路藩領と明石藩領であった。
- 732年 – 虚空山法界寺が開かれる。
- 1873年2月1日 – 三木市立別所小学校が開校する。[5]

### 町村制施行以降
- 1889年 - 町村制施行により美嚢郡東這田村が美嚢郡別所村大字東這田となる。[4]
- 1954年6月1日 - 三木市を新設し、三木市別所町東這田になる。[6]

### 字域の変遷
| 実施前                 | 実施年       | 実施後             |
| ---------------------- | ------------ | ------------------ |
| 美嚢郡別所村大字東這田 | 1954年6月1日 | 三木市別所町東這田 |

## 小・中学校の学区
| 大字         | 番地 | 小学校             | 中学校             |
| ------------ | ---- | ------------------ | ------------------ |
| 別所町東這田 | 全域 | 三木市立別所小学校 | 三木市立別所中学校 |

## 交通

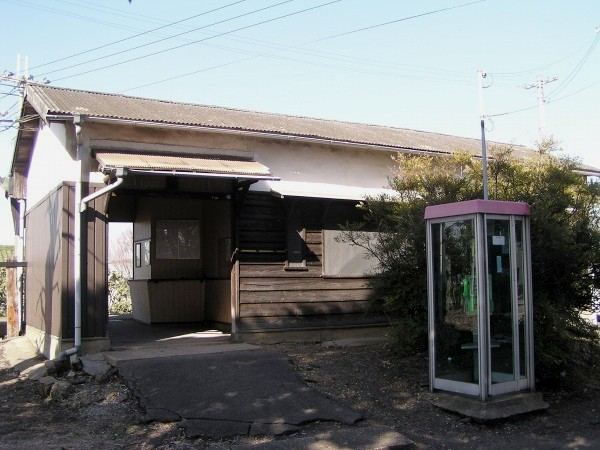
別所駅

### 鉄道
地内には鉄道は走っていないが、2008年4月1日まで三木鉄道三木線別所駅があった。

### バス
- 神姫バス
- みっきぃバス

### 道路

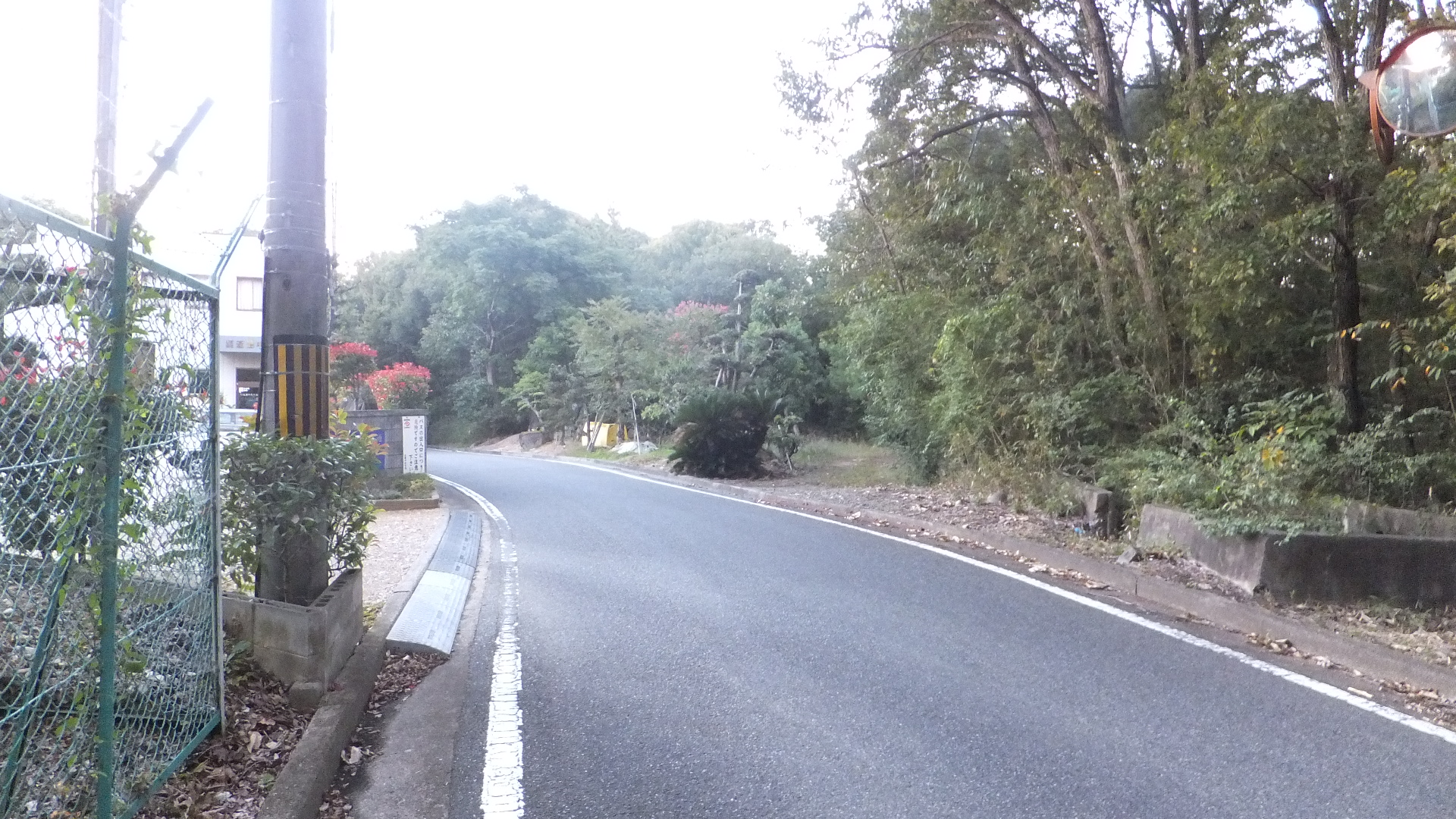
兵庫県道20号加古川三田線
- 兵庫県道513号三木環状線

- 兵庫県道513号三木環状線

## 施設
- 東這田公民館
- 三木市立別所中学校
- JAみのり別所支店
- 近畿中央交通
- 圓覚山在田寺（ありたじ）
- 虚空山法界寺 - 別所氏の菩提寺であり、732年に行基によって開かれた。別所長治の胴塚が安置されている。[4][8]
- 美坂神社 - 神功皇后が神号を贈ったという伝承を持っているとされている。[3]

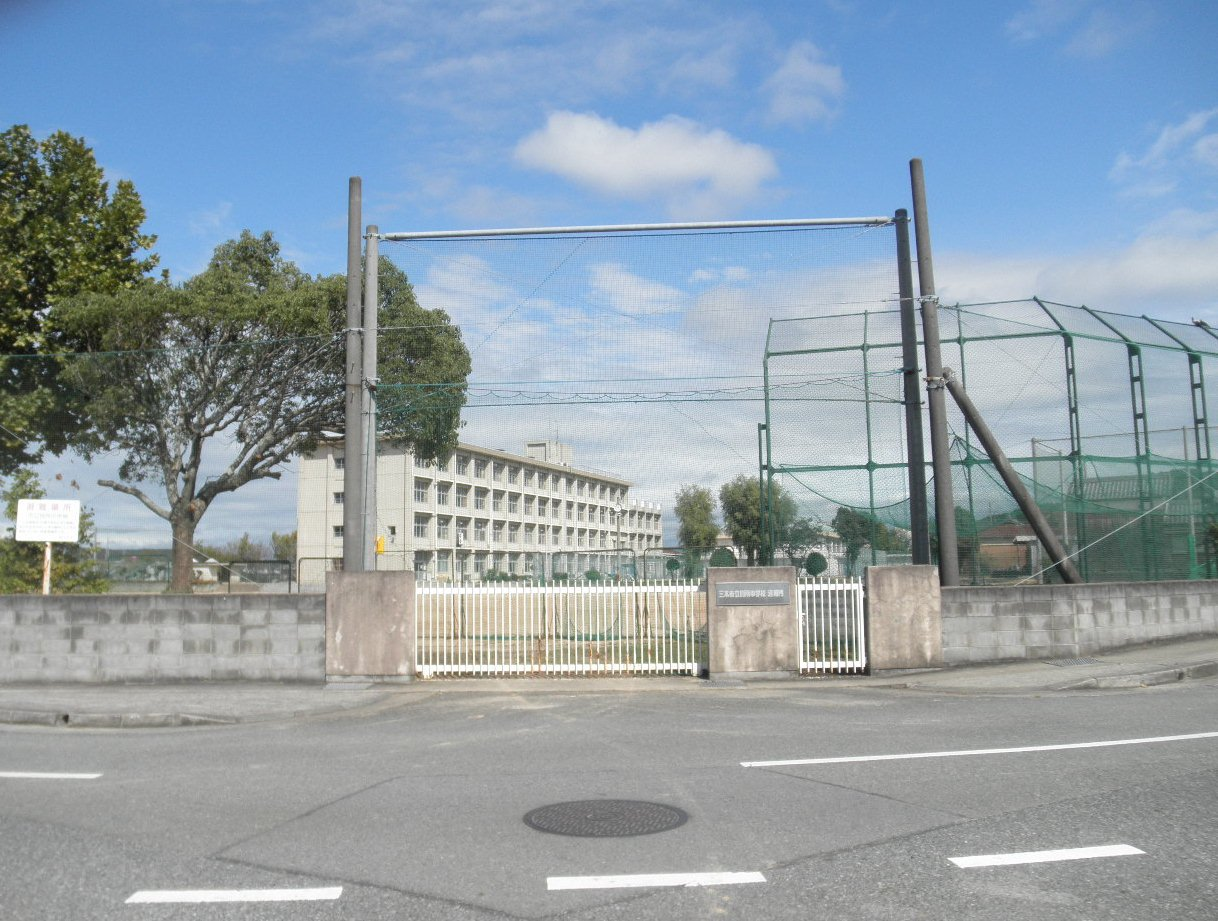
三木市立別所中学校
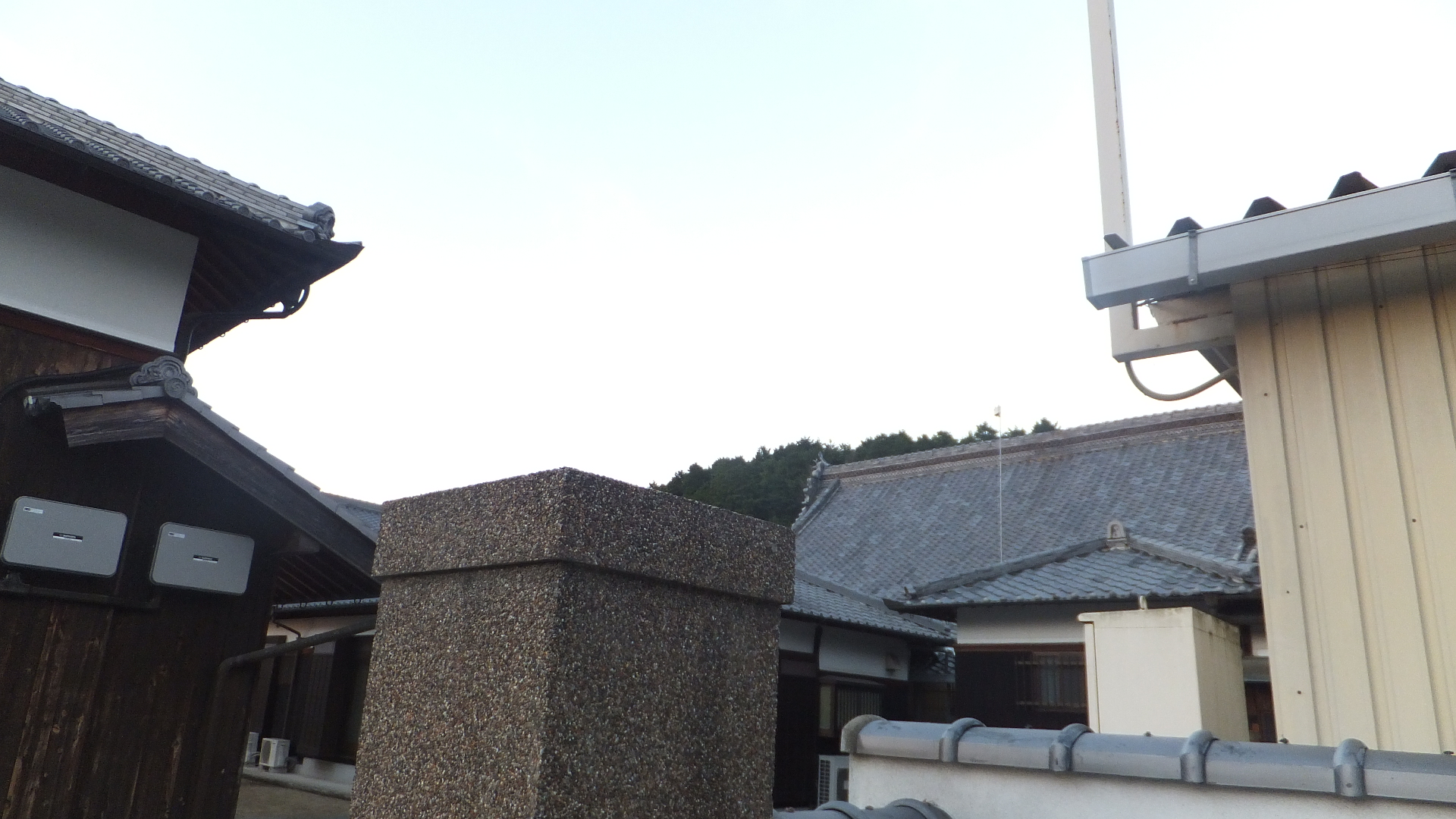
在田寺
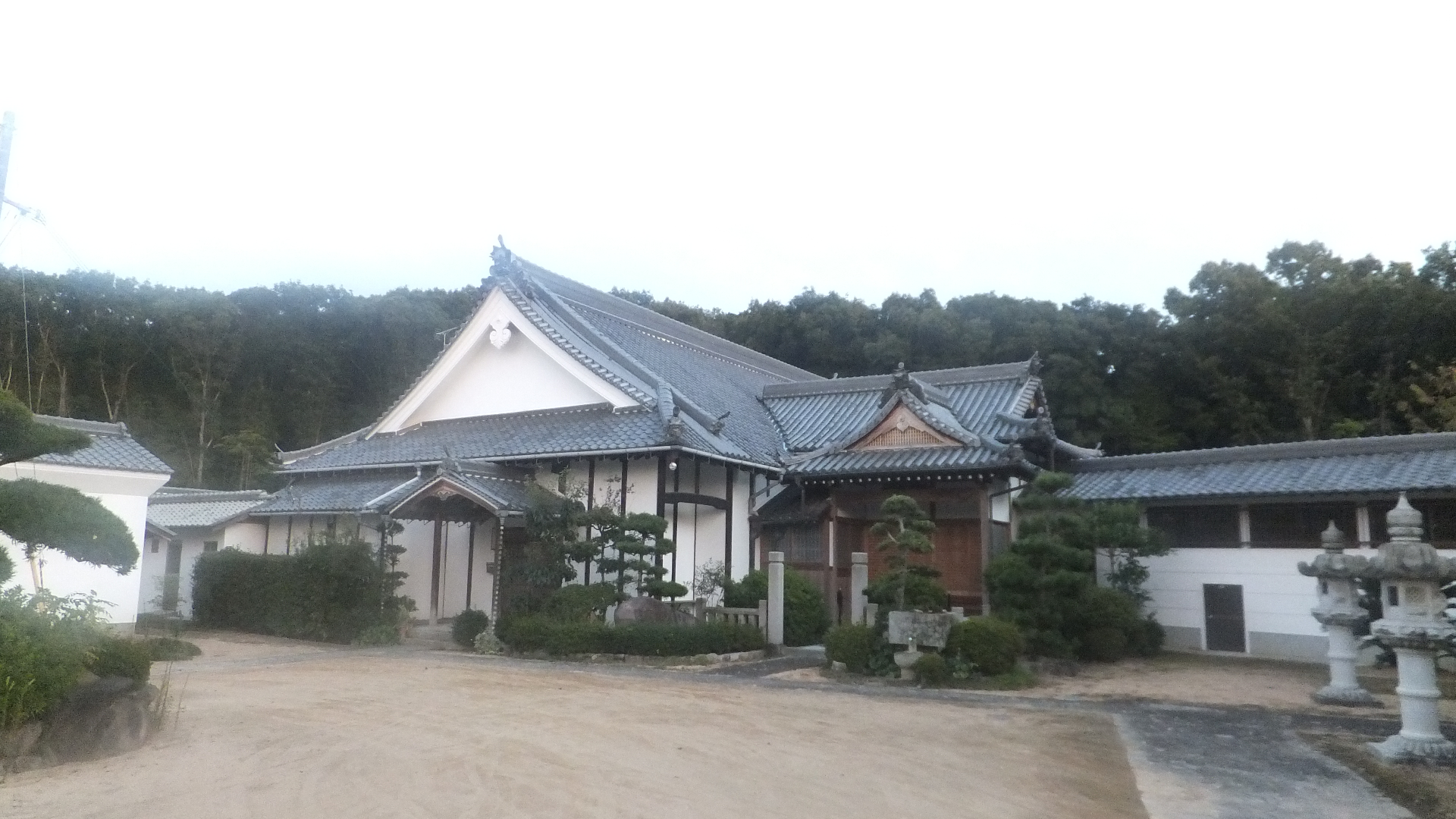
法界寺
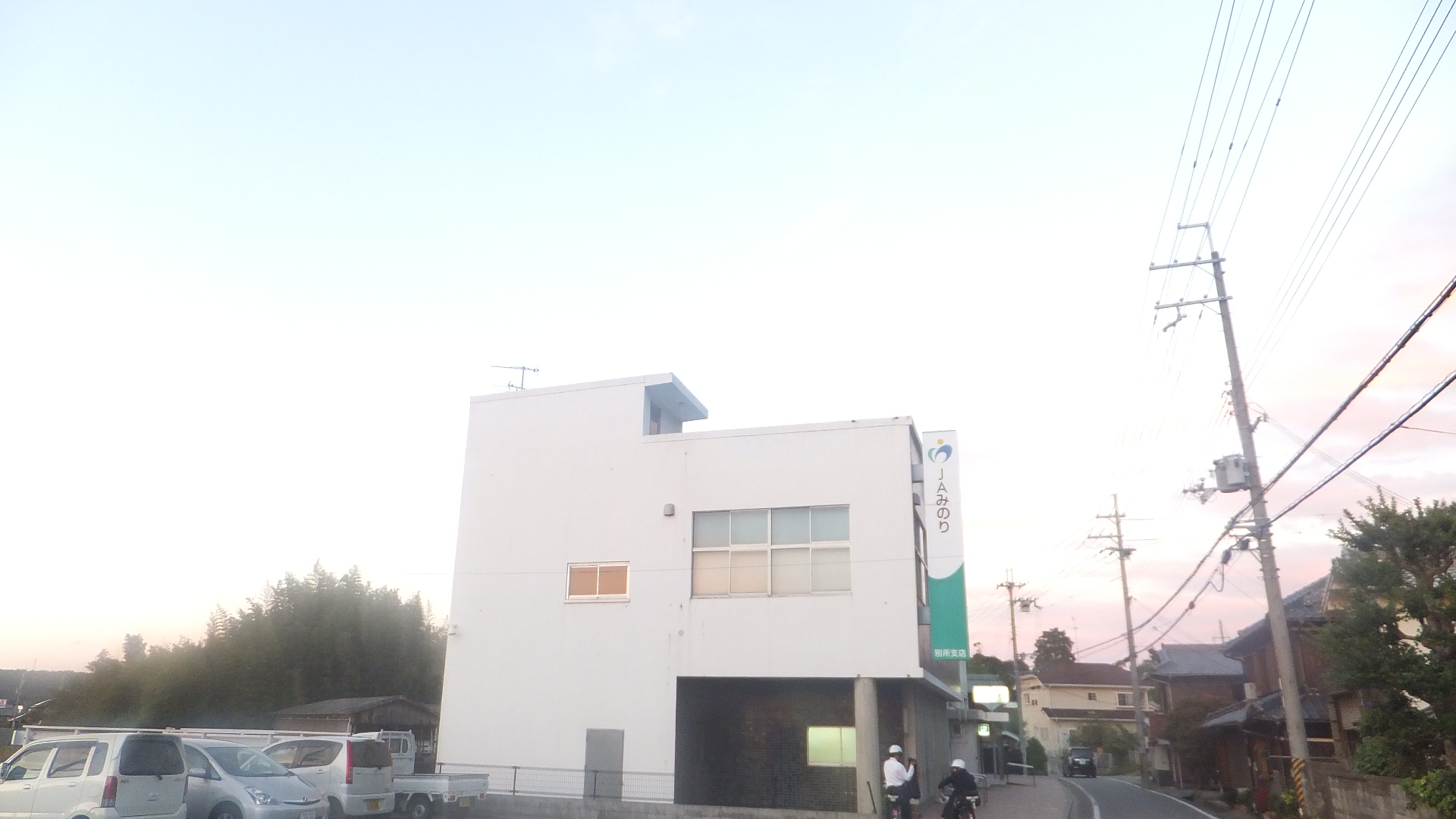
JAみのり別所支店
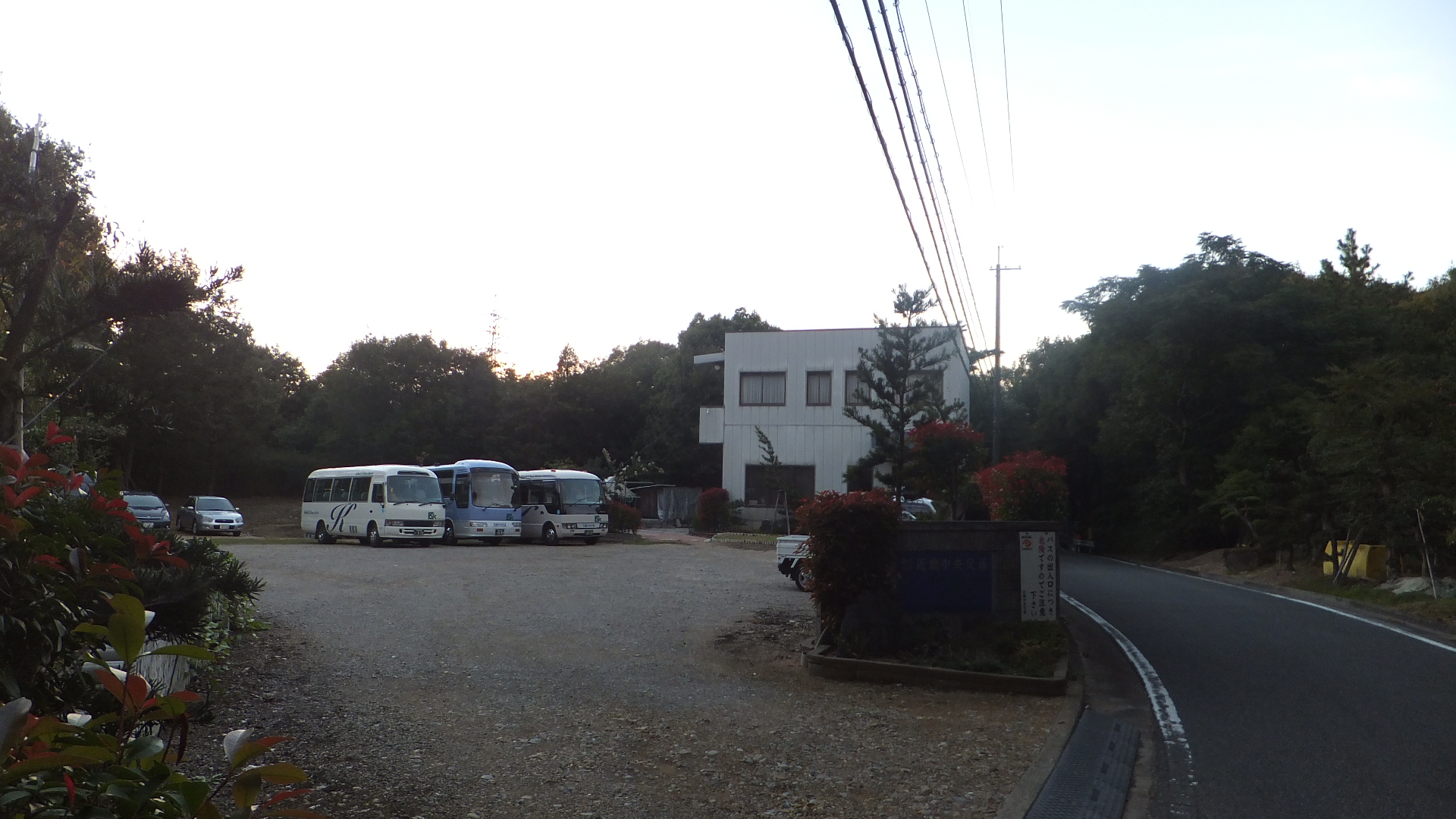
近畿中央交通